# Jesmyn Wardová
Jesmyn Wardová (* 1. dubna 1977 Berkeley) je americká spisovatelka a anglistka.

## Životopis
Narodila se v Kalifornii a vyrůstala v DeLisle (Mississippi). Získala titul Master of Arts na Stanfordově univerzitě a magistr umění na Michiganské univerzitě. Byla první v rodině, kdo vystudoval vysokou školu. Vyučovala tvůrčí psaní na University of South Alabama a od roku 2014 je profesorkou Tulane University v New Orleans. Ve své beletristické i odborné práci se zabývá postavením Afroameričanů v současné americké společnosti. Do češtiny byla přeložena její kniha Píseň zbloudilých duší, v originále Sing, Unburied, Sing (Vyšehrad 2019).
Je první ženou, která získala dvakrát National Book Award – v roce 2011 za Salvage the Bones a v roce 2017 za Sing, Unburied, Sing. Také jí byla udělena Alex Awards a Anisfield-Wolf Book Award. V roce 2017 získala MacArthur Fellowship. V roce 2018 ji časopis Time zařadil mezi sto nejvlivnějších lidí světa.

## Dílo
- Where the Line Bleeds (2008)
- Salvage the Bones (2011)
- Men We Reaped (2013)
- The Fire This Time (2016)
- Sing, Unburied, Sing (2017)